# 316.
◄ | 3. stoljeće | 4. stoljeće | 5. stoljeće | ►
◄ | 280-ih | 290-ih | 300-ih | 310-ih | 320-ih | 330-ih | 340-ih | ►
◄◄ | ◄ | 313. | 314. | 315. | 316. | 317. | 318. | 319. | ► | ►►
Astronomija • Književnost • Kršćanstvo

## Smrti
- 3. prosinca - rimski car Dioklecijan

## Vanjske poveznice
|  | Zajednički poslužitelj ima još gradiva o temi 316. |